# Štefan Michalička
Štefan Michalička (né le 2 décembre 2000) est un coureur cycliste slovaque.

## Palmarès sur route

### Par année
- 2016
  - 3e et 4e étapes de l'Asvö Radjugendtour
  - 2e de l'Asvö Radjugendtour
- 2020
  - 2e du championnat de Slovaquie sur route espoirs

### Classements mondiaux
| Année                                 | 2020 |
| ------------------------------------- | ---- |
| Classement mondial                    | 868e |
| UCI Europe Tour                       | 688e |
|                                       |      |
| Légende : nc = non classéSource : UCI |      |

## Palmarès sur piste

### Championnats de Slovaquie
- 2018
  -  Champion de Slovaquie de l'américaine (avec Lukáš Kubiš)
- 2019
  - 3e du championnat de Slovaquie de scratch
- 2020
  -  Champion de Slovaquie du kilomètre
  -  Champion de Slovaquie de poursuite
  -  Champion de Slovaquie de course à l'élimination
  -  Champion de Slovaquie de scratch
  - 2e du championnat de Slovaquie de l'omnium
  - 2e du championnat de Slovaquie de course aux points